# جورج إي. ماركوس
جورج إي. ماركوس (بالإنجليزية: George Marcus)‏ هو عالم إنسان ومؤلف وكاتب أمريكي، ولد في 17 أكتوبر 1946 في Brownsville, Pennsylvania ‏ في الولايات المتحدة.